# فهرست شهرهای اشتایرمارک
در زیر فهرستی از شهرهای اشتایرمارک آورده شده‌است (این فهرست ممکن است کامل نباشد):
- آپفلبرگ
- آرتسبرگ، اشتایرمارک
- آردنینگ
- آرنفلس
- آفلنتس
- آفلنتس کورورت
- آفلنتس لند
- آنگر اشتیریا
- آنگردورف
- آیبیسوالد
- آیزنرز
- آیشبرگ، اشتایرمارک
- آیشبرگ، تروتنبورگ
- آیشفلد
- آیشکوگل
- ابرسدورف اشتیریا
- ابرولز اشتات
- اپنشتاین
- اتسرسدورف، رولسدورف
- اتمیسل
- اتندورف، اتریش
- ادلستودن
- ادلسگروب
- ادلشباخ بای فلدباخ
- ادلشروت
- ادمانت
- ارنهاوزن
- ارنهاوزن ان در واینشتراس
- اسپیلبرگ اشتیریا
- اسپیلفلد
- استرادن
- اشپیتال ام سمرینگ
- اشتاتگ
- اشتادل آندر مور
- اشتالهوف
- اشتالهوفن
- اشتانتس ایم مورستال
- اشتاین، اشتایرمارک
- اشتایناخ، اتریش
- اشتاینتس
- اشتاینتس بای اشترادن
- اشتاینتستال
- اشتراس این اشتایرمارک
- اشترالگ
- اشتنتسن‌گرایت
- اشتودنتسن
- اشتوکینگ، اشتایرمارک
- اشتیول
- اشلوسبرگ (لایبنیتس)
- اگرسدورف بای گراتس
- البرسدارف-پریباخ
- التاوسی
- التنمارکت بی سانکت گالن
- التنمارکت بی فورستنفلد
- التینبرگ ان دیر راکس
- الیرهایلایگن ایم مورزتال
- الیرهایلیگن بی ویلدان
- امپرسدورف
- امرینگ
- انترپرمشتاتن
- انترفلادنیتس
- انترلام
- انترورسباخ
- اوئرسباخ
- اوبداخ
- اوبرایش
- اوبرتسایرینگ
- اوبرتنباخ
- اوبردورف ام هوخگ
- اوبرشباخ
- اوبرشتورشا
- اوبرفوگاو
- اوبرکورتسهایم
- اوبروگ
- اوبروولتس
- اوبروولتس ومگبونگ
- اوبرهاگ
- اوبلارن
- اوبلباخ
- اوپنبرگ
- اوتندورف آندر ریتشاین
- اوشترویتس
- اوگ، رادیش
- اونتسمارکت فراونبورگ
- ایبل
- ایچ، استیریا
- ایردنینگ
- ایردنینگ-دونرسباختال
- ایسباخ (اشتایرمارک)
- ایگن ایم انستال
- ایلتس، اشتایرمارک
- ایلتستال
- بارنباخ
- بایردورف بای آنگر
- بایریش کولدورف
- بد اوسی
- بد بلومو
- بد رادکرزبورگ
- بد گامس
- بد گلایشنبرگ
- بد میترندورف
- بد والترسدورف
- برایتنفلد آندر ریتشاین
- برایتنفلد ام تاننریگل
- برایتنو ام هوخلانچ
- برتشتاین
- برگهوسن، اشتایرمارک
- برودینگبرگ
- بروک آن در مور
- بلایندورف
- بوخ، گایسلدورف
- بوخ-زانکت ماگدالنا
- بورگو اشتیریا
- بومگارتن بای گناس
- بیربوم ام اورسباخ
- بیرکفلد
- پارشلوگ
- پاک (اشتایرمارک)
- پالدو
- پالفاو
- پایشل-پراوینگ
- پایشل-کاینیش
- پترسدورف (اشتایرمارک)
- پرتلشتاین
- پردلیتس، توراخ
- پرسگوتس
- پرشاو ام زاتل
- پرلسدورف
- پرمشتن
- پرنگ آندر مور
- پروگرن
- پرولب
- پریدینگ
- پسایل
- پگو، اتریش
- پلو (شهر اتریش)
- پلوبرگ
- پوپندورف (اشتایرمارک)
- پوخ بای وایتس
- پوخگ
- پورگ، تروتنفلس
- پوستروالد
- پولس-وبرکورتسهایم
- پولشتال
- پولفینگ برون
- پیبرگ
- پیچگو
- پیرشینگ ام تروبنبرگ
- پیرکا
- پیستورف
- پیشلسدورف ام کولم
- پیشلسدورف ایندر اشتایرمارک
- پینگو (شهر اتریش)
- تال اشتیریا
- تانهوسن اشتیریا
- تایشن
- تراووتن
- ترگلوانگ
- تروتمانسدورف این اوست‌اشتایرمارک
- تروسینگ
- تروفایخ
- تریبن
- توپلیتس
- تورل
- تورنو، ستیریا
- تولویتس، اتریش
- تیرناو
- تیلمیچ
- دایترسدورف ام گناسباخ
- دخانتسکیرشن
- دوبل
- دوبل-تسوارینگ
- دورنشتاین ایندر اشتایرمارک
- دونرسباخ
- دونرسباخوالد
- دویچ گوریتس
- دویچفایشتریتس
- دویچلندسبرگ (شهر)
- دینرسدورف
- رابا-گرامباخ
- رابنوالد
- رابو
- راتن (شهر اتریش)
- راچ آندر واینستراس
- راچندورف
- راخائو
- رادکرسبورگ اومگبونگ
- رادمر
- راساخ
- راگنیتس
- رامساو آم داخ‌اشتین
- رانتن
- رانینگ
- رایستراس
- رایشندورف
- رایفلینگ
- رایگرسبرگ
- رایگرسبورگ
- رتسنی
- رتنگ
- رتن‌مان
- روهر بای هارتبرگ
- روهرباخ، اشتاینبرگ
- رینگ، اتریش
- زانکت آنا ام آیگن
- زانکت آنام لاوانتگ
- زانکت آندرا هوش
- زانکت اشتفان اوب اشتاینتس
- زانکت اشتفان ایم روزنتال
- زانکت اشتفن اوب لئوبن
- زانکت اوسوالد، مودربروگ
- زانکت اوسوالد اوب آیبیسوالد
- زانکت اوسوالد بای پلانکنوارت
- زانکت ایلگن
- زانکت بارتولوما
- زانکت بلاسن
- زانکت پتر ام اوترسباخ
- زانکت پتر ام کامرزبرگ
- زانکت پتر اوب یودنبورگ
- زانکت پتر ایم سولمتال
- زانکت پتر فراینشتاین
- زانکت روپرچ آندر راب
- زانکت روپرشت، فالکندورف
- زانکت کاتاراین آندر لامینگ
- زانکت کاترین ام اوفنگ
- زانکت کاترین ام هونشتاین
- زانکت گالن اشتیریا
- زانکت گورگن آندر اشتاینفینگ
- زانکت گورگن اوب مورو
- زانکت گورگن اوب یودنبورگ
- زانکت لامبرشت
- زانکت لورنتسن ایم مورتستال
- زانکت لورنتسن بای شیفلینگ
- زانکت لورنتسن بای نیتلفلد
- زانکت مارتین ام ولمیسبرگ
- زانکت مارتین ایم سولمتال
- زانکت مارگارتن آندر راب
- زانکت مارگارتن بای نیتلفلد
- زانکت ماریان ایم مورتستال
- زانکت ماریان بای گراتس
- زانکت ماریان بای نویمارکت
- زانکت ماریان بای نیتلفلد
- زانکت میشل این اوبرشتایمارک
- زانکت نیکولای اوب دراسلینگ
- زانکت نیکولای ایم سوزال
- زانکت وایت ام ووگ
- زانکت ولفگانگ، کاینبرگ
- زانکت یوسف
- زانکت یوهان، کوپلینگ
- زانکت یوهان آمتورن
- زانکت یوهان ایم ساگوتال
- زانکت یوهان ایندر هاید
- زانکت یوهان بای هربشتاین
- زلتستال
- زلتوگ
- زولتستال آندر واینستراس
- سالا، اشتایرمارک
- سایرسبرگ
- سایفن بودن
- ساینبلکیرشن
- ستلینگ
- سرلاخ
- سشو (شهر اتریش)
- سکاو
- سمریاخ
- سوارینگ، پولس
- سوبوت
- سودینگ
- سودینگبرگ
- سولمک، گرایت
- سویشاخ
- شاشن بای ورو
- شانبرگ اشتیریا
- شایفلینگ
- شرمس بای فرونلایتن
- شلادمینگ
- شنایت
- شوارتسو ایم شوارتسوتال
- شودر
- شونبرگ، لاشتال
- شید بای بیرکفلد
- فایستریتس بای آنگر
- فایستریتس بای کنیتلفلد
- فایشتریتستال
- فراناخ
- فرایدبرگ اشتیریا
- فرنهولتس
- فرنیتس
- فرنیتس-ملاخ
- فروانتال آندر لاسنیتس
- فروئنبورگ، اشتایرمارک
- فروتن، گایسلسدورف
- فرونلایتن
- فروو (شهر اتریش)
- فرویاخ، کاچ
- فریلند بای دویچلندسبرگ
- فرینگ
- فلادنیتس آندر تایشالم
- فلادنیتس ایم رابتال
- فلاشاخ
- فلدباخ
- فلدریشن بای گراتس
- فلوینگ، اشتایرمارک
- فورستنفلد
- فونسدورف
- فیشباخ اشتیریا
- کاپفنبرگ
- کاپفنشتاین
- کاپلن (اشتایرمارک)
- کالسدورف بای گراتس
- کالوانگ
- کامرن ایم لایسینگتال
- کایبینگ
- کایناخ بای ویتسبرگ
- کاینباخ بای گراتس
- کایندورف
- کایندورف ان در زولم
- کراکاو
- کراکاوشاتن
- کراکاوهینترموهلن
- کراکودورف
- کرایگلاخ
- کروبات آندر مور
- کروتندورف
- کروتندورف، گایسفلد
- کروسدورف
- کرومگ
- کلاینزولک
- کلاینلوبمینگ
- کلوش (شهر اتریش)
- کلوشتر (اشتایرمارک)
- کنیتل‌فلد
- کوبنتس
- کوبنتس
- کورنبرگ بای رایگرسبورگ
- کوفلاخ
- کوگلهوف
- کولم ام تسیربیتس
- کولم بای وایتس
- کوهلبرگ (اشتایرمارک)
- کوهلشوارتس
- کیتسک ایم سوسال
- کیرشباخ-تسرلاخ
- کیرشبرگ آندر راب
- کیندبرگ
- گابرسدورف
- گاراناس
- گاسن
- گال، اشتایرمارک
- گام بای هایفلو
- گاملیتس
- گانتس، اشتایرمارک
- گای (اشتایرمارک)
- گایسهورن امزی
- گایشتال
- گایشتهال-زودینگبرگ
- گرابرسدورف
- گراتس
- گرات‌واین
- گراتواین-شتراسنگل
- گرادن
- گراستوبینگ
- گرافندورف بای هارتبرگ
- گرالا (شهرداری)
- گرامباخ
- گرایسدورف
- گراینباخ
- گرتکورن
- گرسدورف آندر فایستریتس
- گرسنبرگ
- گروبمینگ
- گروس زانکت فلوریان
- گروس‌اشتاینباخ
- گروسرادل
- گروسزولک
- گروسکلاین
- گروسویلفرسدورف
- گروسهارت
- گروندلزی
- گلامانسگ
- گلانتس آندر واینستراسه
- گلایزدورف
- گلاینشتاتن
- گلویاخ
- گناس اشتیریا
- گنایبینگ، وایسنباخ
- گوتنبرگ آندر رابکلام
- گوتنبرگ-شتنتسنگرایته
- گورگسبرگ
- گوسدورف
- گوسنبرگ
- گوسندورف
- گوسنیتس، اشتایرمارک
- گوسورک
- گوندرشدورف
- لابوخ
- لاسنیتس بای موراو
- لاسنیتستهال
- لاسنیتسهوه
- لاسینگ
- لافنیتس
- لاناخ
- لاندل
- لانگ، اشتایرمارک
- لانگگ بای گراتس
- لانگنوانگ
- لاویتشاخ ان در واینشتراس
- لایب‌نیتز (شهر اتریش)
- لایبوخ
- لایترسدورف یم رابتال
- لئوبن
- لبرینگ زانکت مارگارتن
- لودرسدورف، ویلفرسدورف
- لومبینگتال
- لویپرسدورف بای فورشتانفلد
- لویچاخ
- لی‌اتسن
- لیگیست
- لیمباخ بای نویدو
- لیمبرگ بای ویز
- مارکت هارتمانسدورف
- مارهوف
- ماریا بوخ-فایشتریتس
- ماریا لانکویتس
- ماریاهوف
- مایردورف
- مایسنباخ بای بیرکفلد
- مایشائلربرگ
- مایشائلربرگ-پروگرن
- مترسدورف ام ساسباخ
- مرکندورف (اشتایرمارک)
- مریازل
- ملاخ
- موترن این اشتایرمارک
- مودریاخ
- مورتانتچ
- مورتستگ
- مورتسهوفن
- مورزوشلاگ
- مورفلد
- مورک (شهر اتریش)
- مورو (شهر)
- موسکیرشن
- مولن، اتریش
- مونایشوالد
- موهلدورف بای فلدباخ
- میتربرگ
- میتربرگ-زانکت مارتین
- میتردورف آندر راب
- میتردورف یم مورتستال
- میترلابیل
- ناس (اشتایرمارک)
- ناویدورف بای پاسایل
- نایدروبلارن
- نایدرولتس
- ناینش
- نشتلباخ ایم یلتستال
- نشتلباخ بای گراتس
- نویبرگ آندر مورتس
- نویدو (شهر اتریش)
- نویمارکت ایندر اشتایرمارک
- نیشا
- نیکلاسدورف
- وارتبرگ ایم مورتستال
- واگنا
- وایتس (شهر)
- وایس
- وایسکیرشن این اشتایرمارک
- وایسنباخ آندر انس
- وایسنباخ بای لایتسن
- وایسنگ
- وایلفرسن
- واینبورگ ام ساسباخ
- واینیتسن
- وتمانشتتن
- ورت آندر لافنیتز
- وردرنبرگ
- ورشاخ
- ورندورف
- ورنرسدورف
- وسلدسبرگ
- وگو
- ولفسبرگ ایم شوارتسوتال
- وندشوه
- ونگ ایم گسوس
- ویتسبرگ (شهر)
- ویتسچ
- ویلدالپن
- ویلدون
- وینیگتسل
- هاتسندورف
- هارت، پورگشتال
- هارت بای گراتس
- هارتبرگ
- هارتبرگ امگبونگ
- هارتل
- هازلسدورف-توبلباد
- هاسلو بای بیرکفلد
- هافنینگ بای تروفایاخ
- هالبای آدمونت
- هالبنراین
- هالتال
- هایفلاو
- هایلیگنکرویتس ام واسن
- هایمشوه
- هاینرسدورف، اشتایرمارک
- هاینسدورف ایم شوارتسوتال
- هنگسبرگ
- هوس ایم انستال
- هوسمانشتاتن
- هوف بای شترادن
- هوف-پرباخ
- هوفشتاتن آندر راب
- هوفکیرشن بای هارتبرگ
- هولنگ
- هوهناو ان در راب
- هوهنبروگ-واینبرگ
- هوهنتورن
- هیتسندورف
- هیرشگ
- هیرشگ-پاک
- هیرنسدورف
- یاگربرگ
- یودنبورگ
- یودندورف، اشتراسنگل
- یوهنسباخ
- یوهنسدورف-برون